# Friedrich Bayer
Friedrich Bayer (Barmen, 6 giugno 1825 – Würzburg, 6 maggio 1880) è stato un imprenditore tedesco, fondatore nel 1863, insieme al chimico Johann Friedrich Weskott, della fabbrica di vernici Friedrich Bayer che in seguito sarebbe diventata la Bayer, una delle più grandi case farmaceutiche e chimiche del mondo.
Nel 1863, insieme al chimico Johann Friedrich Weskott, fondò la fabbrica di vernici Friedrich Bayer, l'odierna Bayer AG, a Elberfeld (oggi anche un quartiere di Wuppertal), in quella che allora era la provincia del Reno prussiano.

## Biografia
La sua famiglia, che può essere fatta risalire al XVI secolo, è originaria di Weickersdorf in Alta Lusazia/Sassonia, dove "bajer" significa (cantastorie). Bayer nacque come figlio del tessitore di seta Peter Heinrich Friedrich Beyer († 1839) e di sua moglie Maria Catharina, nata Utermann. Suo nonno era già stato un tessitore di nastri di seta a Barmen e proveniva da una famiglia di mercanti di stoffe di Nördlingen.
All'età di 14 anni entrò a far parte dell'azienda chimica Wesenfeld & Co. a Barmen come apprendista. Lì, Bayer (allora ancora "Beyer") acquisì familiarità con i problemi della tintura. Iniziò a commerciare in coloranti naturali all'età di 20 anni. Tre anni dopo, fondò la sua prima società commerciale e realizzò una rete di vendita in tutta Europa. I coloranti naturali che inizialmente offriva venivano ancora estratti dai legni coloranti e venduti nelle capitali europee di Londra, Bruxelles, San Pietroburgo e persino nella lontana New York grazie alla loro alta qualità.

### Da Beyer a Bayer
Più o meno nello stesso periodo, un commerciante fraudolento di nome Friedrich Beyer di Lipsia si fece un nome. Friedrich Beyer di Barmen temeva danni alla sua attività a causa della cattiva reputazione del suo omonimo e cambiò il nome in Bayer (con "ay").
Le scoperte della chimica organica nel campo della produzione di coloranti e il potenziale di mercato ad essa associato spinsero Friedrich Bayer a diversificare il suo programma di vendita. I coloranti di catrame blu anilina e fucsina, inizialmente importati da Bayer, superavano i colori naturali in termini di purezza e luminosità. Insieme al suo successivo socio Johann Friedrich Weskott, Bayer sperimentò la propria produzione di questi coloranti di catrame dal 1861 in poi. Riuscirono a produrre vernici qualitativamente superiori alla prima generazione.

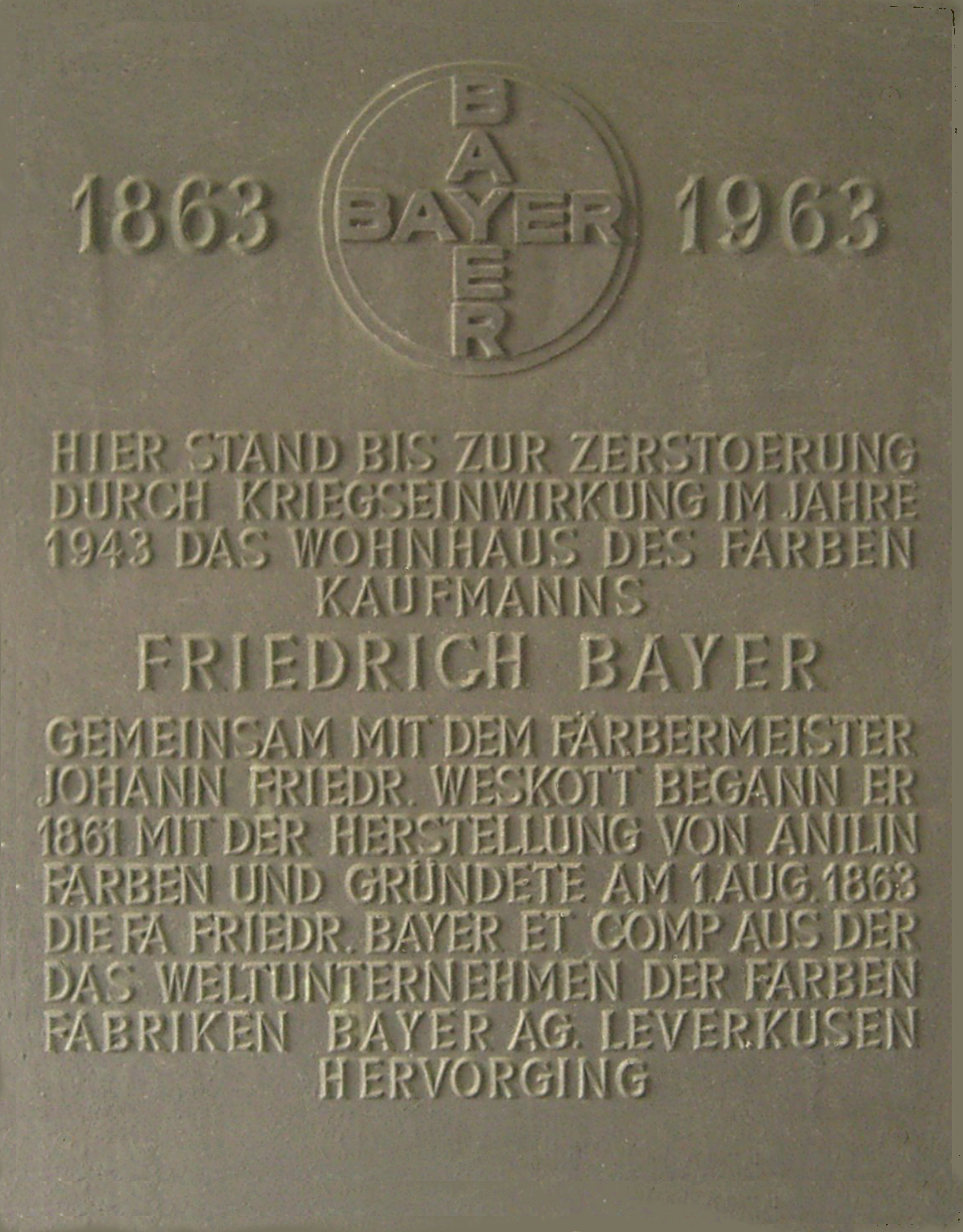
Targa commemorativa sul sito della casa di Friedrich Bayer a Wuppertal, distrutta durante la guerra

La proficua collaborazione tra Bayer e Weskott portò alla creazione del primo piccolo impianto di produzione di fucssine a Heckinghausen. Questo nucleo di quella che in seguito divenne Bayer AG fu iscritto nel registro di commercio locale il 1º agosto 1863 con il nome di Friedr. Bayer et comp. Bayer assunse la direzione commerciale all'interno della giovane azienda, Weskott la direzione tecnica. Nel 1867 la fabbrica di fucsina fu trasferita a Elberfeld, mentre l'anilina veniva ora prodotta a Heckinghausen. I dipendenti August Stiller ed Eduard Tust furono accettati come soci. Nel 1872 venne fondata l'azienda di alizarina a Elberfeld. Con il supporto del genero Carl Rumpff, Bayer ampliò l'organizzazione di vendita con molti rappresentanti.
Grazie agli ulteriori sviluppi dei coloranti a base di anilina, fucssina e alizarina, i fondatori dell'azienda riuscirono ad ampliare significativamente le capacità produttive nonostante la situazione economica generale ormai tesa. Tuttavia, questo portò con sé enormi problemi ambientali: la produzione di fucsina produsse arsenico, che avvelenò i pozzi dei vicini. Quando le loro richieste di risarcimento divennero troppo alte, Bayer e Weskott trasferirono la produzione a Elberfeld (ora parte di Wuppertal) nel 1866 e la sede della loro azienda nel 1878. Almeno per gli standard dell'epoca, si dice che la produzione di Elberfeld sia stata progressiva in termini di protezione dell'ambiente e della persona.

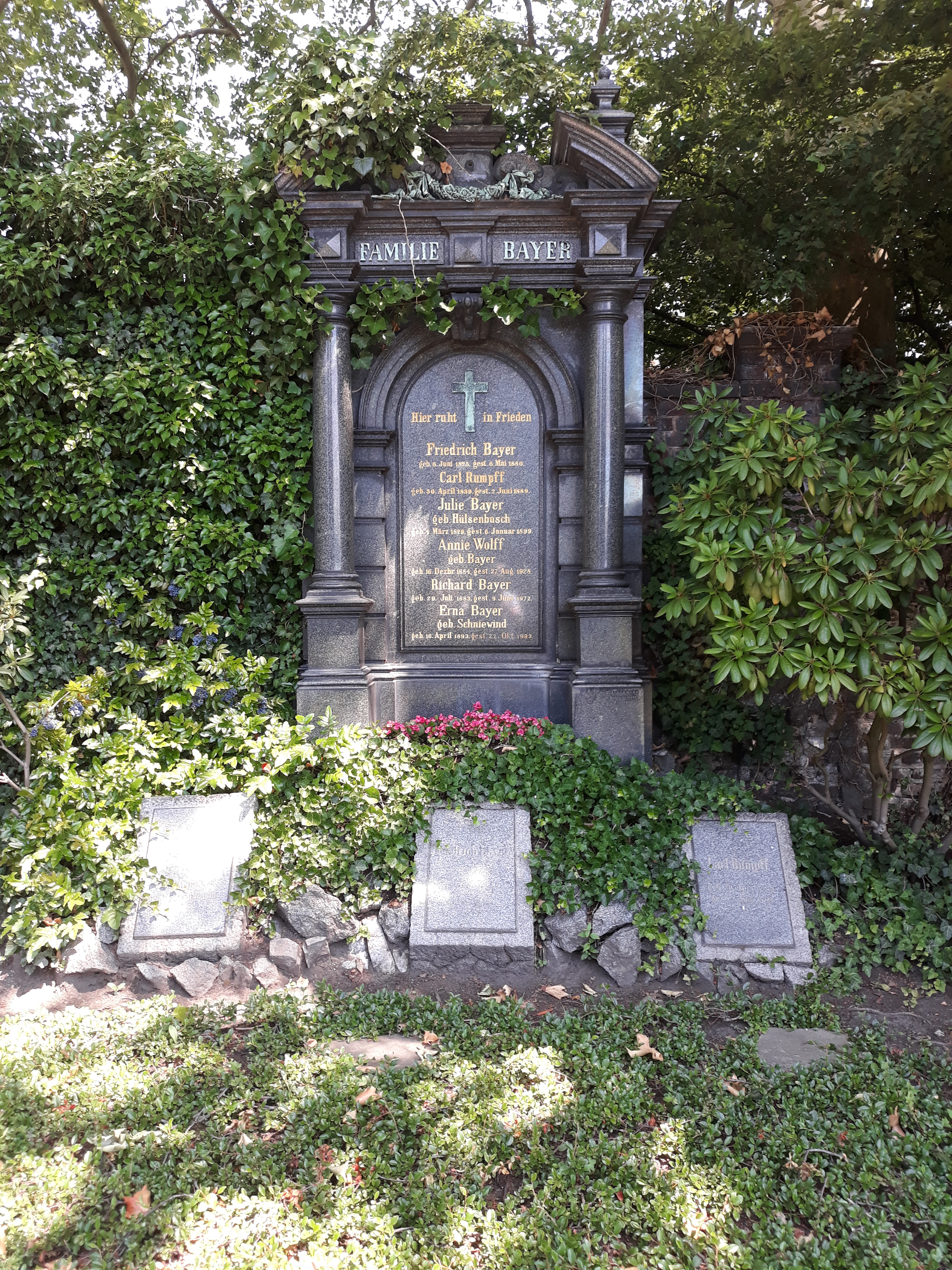
La tomba di Friedrich Bayer e di sua moglie Julie nella tomba di famiglia nel cimitero luterano di Hochstraße a Wuppertal-Elberfeld

### Morte
Bayer morì nel 1880 all'età di 54 anni durante un viaggio a causa di una pleurite prolungata. Lasciò un'azienda di famiglia, che alla sua morte impiegava 14 impiegati commerciali, 15 maestri artigiani e 340 operai. I figli e i generi dei padri fondatori (ad esempio Henry Theodore Böttinger) erano strettamente legati all'azienda in qualità di soci.

## Vita privata
Il 13 settembre 1848, Bayer sposò Caroline Juliane Hülsenbusch (nata il 4 marzo 1829; † il 6 gennaio 1899). Bayer ebbe cinque figli con lei. Suo figlio Friedrich assunse la direzione dell'azienda dopo la sua morte; sua figlia Clara Bayer (1854-1938) sposò Carl Rumpff nel 1871 e dopo la sua morte nel 1890 il proprietario terriero e consigliere governativo Carl Freiherr von Gamp-Massaunen; sua figlia Adele Bayer (nata il 26 agosto 1856) sposò Henry Theodore Böttinger; suo figlio Karl Bayer sviluppò il processo chimico per l'estrazione dell'alluminio dalla bauxite.